# Frances Ridley Havergal

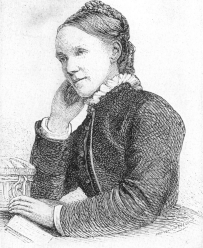
Frances Ridley Havergal

Frances Ridley Havergal (* 14. Dezember 1836 in Astley, Worcestershire, England; † 3. Juni 1879 in Caswell Bay, Wales) war eine englische christliche Dichterin und Komponistin.

## Leben
Frances Ridley Havergal (ihr zweiter Vorname ist eine Reverenz an den Märtyrer Nicholas Ridley) war das sechste und jüngste Kind des anglikanischen Geistlichen William Henry Havergal, der ebenfalls als Dichter und Komponist tätig war (er schrieb ungefähr 100 Kirchenlieder). 1842 wurde er von Astley nach Worcester versetzt, wo seine Frau Jane im Juli 1848 starb.
Frances Havergal erwies sich früh als hochbegabt. Mit drei Jahren konnte sie lesen, mit vier las sie in der Bibel, mit sieben begann sie, selbst Gedichte zu schreiben. Bis zu ihrem Eintritt in eine öffentliche Schule 1850 hatte sie bereits sechs Fremdsprachen gelernt. Im Februar 1851 erlebte sie unter dem Einfluss ihrer Lehrerin Caroline Ann Cooke – die fünf Monate später Frances’ Vater heiratete – eine Bekehrung.
Von 1852 bis Dezember 1853 hielt sich die Familie Havergal in Düsseldorf auf, wo der seit Jahren stark sehbehinderte Vater einen Spezialisten für Augenkrankheiten konsultierte. Frances besuchte während dieser Zeit die Düsseldorfer Luisenschule und nahm Privatunterricht bei einem Pastor in Oberkassel. 1860 zog die Familie nach Shareshill bei Wolverhampton, 1867 nach Leamington Spa.
Nach Abschluss ihrer Schulausbildung widmete sich Frances Havergal privaten theologischen, sprachlichen und musikalischen Studien und arbeitete eine Zeitlang als Gouvernante; vor allem aber dichtete und komponierte sie. 1860 wurden erstmals Verse von ihr in einer Zeitschrift gedruckt. Während eines zweiten Deutschlandaufenthalts 1865/66 legte sie Ferdinand Hiller in Köln einige Lieder zur Begutachtung vor. Hiller fand sehr anerkennende Worte über sie, besonders über ihre Harmonik, riet aber zu weiteren Studien, z. B. bei George Alexander Macfarren. Da Frances Havergal diesen Komponisten für zweitklassig hielt, kam sie Hillers Rat nicht nach, besorgte sich aber ein von ihm empfohlenes harmonisches Lehrbuch und studierte es intensiv. 1869 erschien ihr erster Gedichtband, The Ministry of Song. Wegen ihrer schönen Gesangsstimme wurde sie in den 1860er Jahren auch Solistin der Kidderminster Philharmonic Society.
In den 1870er Jahren erlebte Frances Havergal mehrere persönliche Krisen, die sie zu einigen ihrer bekanntesten Lieder inspirierten. Im April 1870 starb ihr Vater; Anfang 1874 ging ihr amerikanischer Verleger in Konkurs; im Herbst desselben Jahres erkrankte sie selbst schwer an Typhus; 1876 wurde das Manuskript einer Liedanthologie, an der sie monatelang gearbeitet hatte, mitsamt den Stereotypplatten bei einem Brand zerstört. Als im Mai 1878 auch ihre Stiefmutter starb, zog Frances Havergal mit ihrer (ebenfalls unverheirateten) Schwester Maria nach Wales. Hier erlag sie 1879 im Alter von 42 Jahren einer Bauchfellentzündung. Auf ihrem Grabstein wurde ihr Lieblingsvers 1 Joh 1,7 eingraviert (“The blood of Jesus Christ cleanseth us from all sin” – ‚Das Blut Jesu Chisti reinigt uns von aller Sünde‘).
Ihre Großnichte war die Gärtnerin Beatrix Havergal (1901–1980).

## Werke
Von Frances Havergal erschienen insgesamt sechs Gedichtbände:
- The Ministry of Song, 1869
- Under the Surface, 1874
- Loyal Responses, 1879
- Life Mosaics, 1879
- Life Chords, 1880
- Life Echoes, 1883

Von ihren Liedern sind auch im deutschen Sprachraum bekannt:
- Take my life and let it be, 1874 (dt. Nimm mein Leben, Jesu, dir, Übs. Dora Rappard)
- I am trusting Thee, Lord Jesus, 1874 (dt. Ich vertraue dir, Herr Jesu, Übs. Dora Rappard)
- Like a river glorious, 1876 (dt. Wie ein Strom von oben, Übs. Anni von Viebahn)
- Light after darkness, 1879 (dt. Licht nach dem Dunkel, Übs. Johanna Meyer)